# Fogd meg a nyulat!
A Fogd meg a nyulat! Isaac Asimov egy sci-fi novellája, amely 1944-ben, az Astounding magazin februári számában jelent meg. Megtalálható az Én, a robot és a Robottörténetek című novelláskötetekben is.

## Történet
|  | Itt a vége a cselekmény részletezésének! |

A novella 2016-ban játszódik. Gregory Powell és Michael Donovan egy aszteroida bányájában ellenőrzi a Dave (DV–5) nevű robotot. Ez az első olyan robot, amely pozitronmezőjével hat másik robotot – mint valami „ujjat” – felügyel, de valamilyen oknál fogva néha leállnak a munkával. Ez mindig csak olyan esetben fordul elő, amikor veszélyes műveletet készülnek végrehajtani, és épp nincs a közelben emberi felügyelet. A két férfi úgy dönt, távolról figyelik a robotokat, így elképedve figyelik, ahogy Dave csapata a munka helyett táncgyakorlatokat mutat be. Donovanék utánuk rohannak, majd amikor elég közel érnek hozzájuk, Dave ismét észhez tér, és nem emlékszik a táncra.
Nyolc napon keresztül figyelik őket tovább eredménytelenül, továbbra sem tudják eldönteni, mi okozza a balettmozdulatokat. Ekkor jut eszébe Donovannek, hogy az egyik „ujj” a kihallgatása során csak veszélyhelyzeteket említett a leállások előtt. Úgy döntenek, robbantanak egyet a bányában, hátha így sikerül megoldani a rejtélyt. A robbantással azonban saját magukat zárják be a járatba, és az egyetlen résen, amin kilátnak, Dave táncoló robotjait nézhetik. Powellnek eszébe jut, hogy Dave talán túl van terhelve, hiszen vészhelyzetben egyszerre kell irányítania minden robotot, míg különben egy-kettő csak rutinmunkát végez. A résen keresztül kilövi tehát az egyik alárendelt robotot, amitől Dave észhez tér és kimenekíti őket a bányából. Így már sikerül kijavítani a problémát.
|  | Itt a vége a cselekmény részletezésének! |

## Megjelenések

### angol nyelven
1. Astounding, 1944. február
2. I, Robot (Gnome Press, 1950)
3. I, Robot (Digit, 1958)
4. Isaac Asimov (Octopus, 1981)
5. The Complete Robot (Doubleday, 1982)
6. The Robot Collection (Doubleday, 1983)
7. The Asimov Chronicles: Fifty Years of Isaac Asimov (Dark Harvest, 1989)

### magyar nyelven
1. Én, a robot (Kossuth, 1966, ford.: Vámosi Pál)
2. Robur #10, 1985. (ford.: Vámosi Pál)
3. Én, a robot (Móra, 1991, ford.: Vámosi Pál)
4. Robottörténetek, I. kötet (Móra, 1993, ford.: Vámosi Pál)
5. Isaac Asimov teljes Alapítvány-Birodalom-Robot Univerzuma, I. kötet (Szukits, 2001, ford.: Vámosi Pál)
6. Én, a robot (Szukits, 2004, ford.: Vámosi Pál)

| Előző  | Sorozat                                               | Következő |
| ------ | ----------------------------------------------------- | --------- |
| Logika | Robot sorozat Alapítvány–Birodalom–Robot regényciklus | Te hazug! |